# St.-Thomas-Kirche (Bohmte)

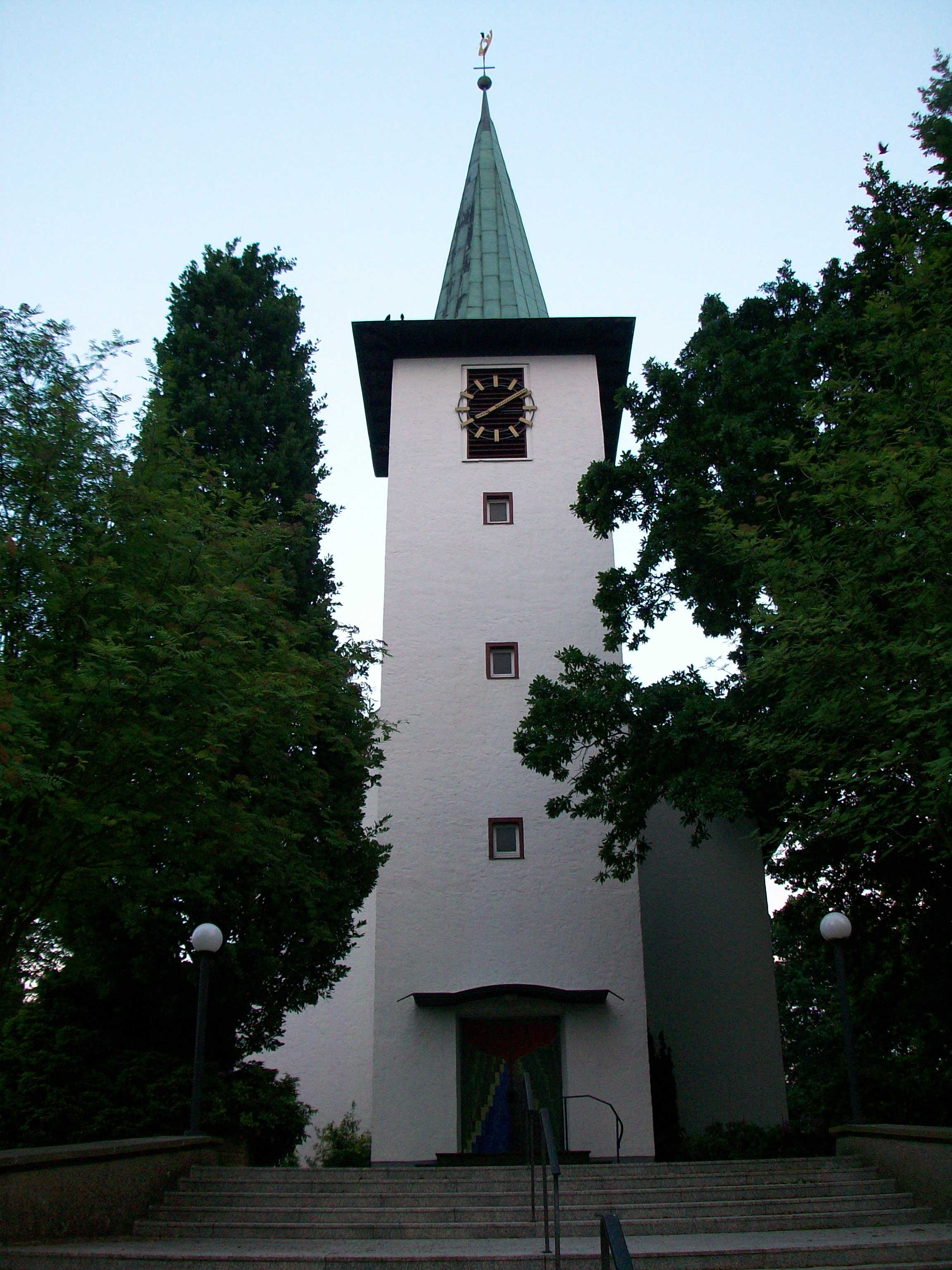
St.-Thomas-Kirche

Die evangelisch-lutherische St.-Thomas-Kirche in Bohmte, einer Gemeinde im niedersächsischen Landkreis Osnabrück, ist die Kirche im Kirchenkreis Bramsche gehört zur Evangelisch-Lutherischen Landeskirche Hannover.
Erbaut 1955 nach Plänen des Architekten Werner Johannsen (Osnabrück) verdankt sie ihre heutige Gestalt vor allem dem Wirken des Künstlerehepaares Theo und Ruth Landmann während der grundlegenden Sanierung im Jahre 1967.
Die Kirchengemeinde gehörte zur Zeit des Baus zur Kirchengemeinde Arenshorst und wurde 1964 eigenständig. Sie zählt zurzeit ca. 3200 Gemeindemitglieder.